# 아르마딜로 에어로스페이스

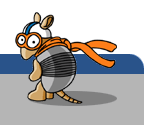

아르마딜로 스페이스(Armadillo Aerospace)는 존 카맥이 우주 여행을 목적으로 2000년에 설립한 기업이다.

## 같이 보기
- 재사용 로켓 실험